# 10188 Yasuoyoneda
10188 Yasuoyoneda eller 1996 JY är en asteroid i huvudbältet som upptäcktes den 14 maj 1996 av de båda astronomerna, japanen Yasukazu Ikari och den skotts-australiensiske Robert H. McNaught i Moriyama. Den är uppkallad efter Yasuo Yoneda.
Asteroiden har en diameter på ungefär 5 kilometer.